# فيرخنيايا سيسيرت (سفردلوفسك)
فيركنيايا سيسيرت (بالروسية: Верхняя Сысерть) هي مدينة في مقاطعة سفيردلوفسك أوبلاست في روسيا.
يبلغ عدد سكانها حوالي 1106 نسمة.